# Radie Harris
Radie Harris (24 octobre 1904 - 22 février 2001) est une journaliste et chroniqueuse américaine.

## Carrière
Harris naît à Boston. À 14 ans, elle a un accident d'équitation qui lui vaut le port d'une jambe de bois. 
Elle est surtout connue pour son travail pour The Hollywood Reporter de 1940 à 1989, et a des émissions d'interviews de célébrités sur le Mutual Broadcasting System et CBS. Elle co-fonde la Stage Door Canteen de New York et est membre de l'American Theatre Wing. Elle contribue à Photoplay et à d'autres magazines de cinéma et pendant la Seconde Guerre mondiale, elle écrit aussi pour Variety.
Harris est proche de Tyrone Power, Cary Grant, Simon Jones, Sally Ann Howes, Millicent Martin (en), Angela Lansbury, Gregory Peck, Katharine Hepburn, Laurence Olivier, Douglas Fairbanks Jr., Rosemary Harris, Vivien Leigh et Jacqueline Susann.
Radie Harris meurt en 2001, au Actors Fund Nursing Home à Englewood,.

## Prix et récompenses
En 1982, Harris reçoit le prix de la Publicists Guild of America. Pendant de nombreuses années, elle a fait partie du comité de nomination des Tony Awards. Elle est membre du conseil d'administration de l'American Theatre Wing. Elle appartient également au Drama Desk, l'organisation de presse new-yorkaise qui organise notamment les Drama Desk Awards.

## Décès
L'actrice Coral Browne dépeint une chroniqueuse de potins handicapée nommée Molly Luther, qui s'inspire probablement de Radie Harris, dans The Legend of Lylah Clare.